# Tak mi ciebie brak
Tak mi ciebie brak – drugi singel Kasi Kowalskiej promujący jej album Czekając na....

## Lista utworów
1. "Tak mi ciebie brak" (wersja albumowa) – 5:40[1]

## Twórcy
- Kasia Kowalska – słowa
- Bogdan Kowalewski – muzyka
- Kostek Yoriadis – aranżacja
- Adam Toczko & Kostek Yoriadis – miksowanie
- Maciej Gładysz – gitara solo[1]
- Mercury – producent
- CD Accord – mastering

## Listy przebojów
| Notowania                          | pozycja |
| ---------------------------------- | ------- |
| Lista Przebojów Programu Trzeciego | 6       |
| Szczecińska Lista Przebojów        | 9       |